# Philip Habib

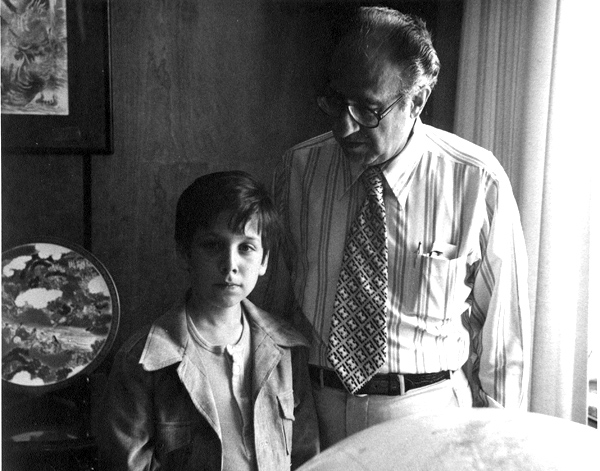
Philip Habib mit einem Großneffen in seinem Büro im US-Außenministerium (1976)

Philip Charles Habib (* 25. Februar 1920 in Brooklyn, New York City; † 24. Mai 1992 in Puligny-Montrachet, Département Côte-d’Or, Frankreich) war ein US-amerikanischer Diplomat libanesischer Abstammung, der als United States Under Secretary of State für politische Angelegenheiten den dritthöchsten Posten im Außenministerium der Vereinigten Staaten bekleidete und für seine herausragenden diplomatischen Verdienste 1982 die Presidential Medal of Freedom erhielt.

## Leben

### Aufstieg zum Botschafter und Assistant Secretary of State
Habib, der aus einer christlich maronitischen Familie aus dem Libanon stammte, studierte nach dem Schulbesuch Forstwirtschaft an der University of Idaho und schloss dieses Studium 1942 mit einem Bachelor of Science (B.S. Forestry) ab. Während seiner Schulzeit und vor Beginn seines Studiums arbeitete er von 1936 bis 1938 arbeitete er in den Ferien bei der Boise-Payette Lumber Company, dem heutigen Papierunternehmen und größten Holzverkaufsunternehmen der Welt Boise-Cascade. Anschließend leistete er während des Zweiten Weltkrieges zwischen 1942 und 1946 seinen Militärdienst in der US Army, studierte zwischenzeitlich 1945 aber auch kurzzeitig an der Sorbonne. Nach Beendigung seiner aktiven Militärdienstzeit studierte er von 1946 bis 1949 an der University of California at Berkeley und erwarb dort 1952 einen Philosophiae Doctor (Ph.D.).
1949 trat er in den diplomatischen Dienst ein und war zunächst Dritter Sekretär und Vizekonsul an der Botschaft in Kanada sowie daraufhin zwischen 1951 und 1955 Zweiter Sekretär und Vizekonsul an der Botschaft in Neuseeland. Nach einer anschließenden Tätigkeit im Nachrichtendienstlichen Forschungsamt des Außenministeriums, war er von 1958 bis 1959 Konsul in Port of Spain.
Danach war er wieder Mitarbeiter im State Department sowie von 1962 bis 1965 Botschaftsrat für politische Angelegenheiten an der Botschaft in Südkorea. Nachdem er zwischen 1965 und 1967 Botschaftsrat für politische Angelegenheiten an der Botschaft in Südvietnam war, kehrte er wieder ins Außenministerium zurück und war dort bis 1969 stellvertretender Assistant Secretary of State für Angelegenheiten von Ostasien und Ozeanien.
1968 wurde er zum Mitglied der US-Delegation bei den Verhandlungen zur Beendigung des Vietnamkrieges benannt und gehört dieser Delegation, die letztlich 1973 den Vertrag von Paris aushandelte, bis Oktober 1971 an.
Danach wurde er als Nachfolger von William J. Porter US-Botschafter in Südkorea und kehrte anschließend im September 1974 ins State Department zurück, wo er bis 1976 Assistant Secretary of State für Angelegenheiten von Ostasien und Ozeanien war. Während dieser Zeit setzte er sich nachdrücklicher als Porter für eine strafrechtliche Verfolgung des südkoreanischen Unternehmers Tongsun Park ein, einer der Hauptakteure im sogenannten Koreagate. Habib versuchte, wenngleich ohne Erfolg, Park davon zu überzeugen, sich als Lobbyist für Südkorea registrieren zu lassen. Als Antwort auf seine erfolglosen Bemühungen wies er alle Botschaftsangehörigen an, die Verbindungen zu Park ruhen zu lassen und warnte auch verschiedene Kongressabgeordnete vor ihrem illegalen Verhalten. Daneben gehörte er zeitweise zur US-Delegation im Sicherheitsrat der Vereinten Nationen. Als er in dieser Funktion am 8. Oktober 1975 den anderen Sicherheitsratsmitgliedern mitteilte, dass es so aussehe, als ob Indonesien nun begonnen hätte Osttimor anzugreifen, antwortete der damalige US-Außenminister Henry Kissinger, er hoffe Habib würde seinen Mund über diese Sache halten.

### Under Secretary of State und US-Sondergesandter
Danach übernahm Habib von Juli 1976 bis April 1978 als Under Secretary of State für politische Angelegenheiten den dritthöchsten Posten im Außenministerium der Vereinigten Staaten ein.
Auch nach seinem Ausscheiden aus dem diplomatischen Dienst blieb Habib, der sich auch im Council on Foreign Relations engagierte, ein gefragter Unterhändler der US-Regierung und war zunächst zwischen 1981 und 1983 Sondergesandter im Mittleren Osten. Dabei führte er insbesondere Verhandlung nach dem Libanonkrieg 1982 mit der Palästinensischen Befreiungsorganisation (PLO) auf Vermittlung des ehemaligen libanesischen Premierministers Saeb Salam und des damaligen Premierministers des Libanon, Shafik Wazzan.
Später war er nach dem Sturz des diktatorisch regierenden philippinischen Präsidenten Ferdinand Marcos im Februar 1986 Vermittler auf den Philippinen sowie im März 1986 Sondergesandter in Zentralamerika.
Für seine herausragenden Verdienste, insbesondere bei Friedensverhandlungen, wurde ihm 1982 die Presidential Medal of Freedom verliehen, neben der gleichrangigen Congressional Gold Medal eine der beiden höchsten zivilen Auszeichnungen der Vereinigten Staaten.
Philip Habib engagierte sich außerdem in einigen politischen Organisationen und war unter anderem Senior Fellow der Hoover Institution und des American Enterprise Institute sowie Trustee der Asia Foundation.
Im Mai 2006 gab der US Postal Service ihm zu Ehren eine Sondermarke zu 39 Cent in der Reihe Distinguished American Diplomats heraus.

## Hintergrundliteratur
- John Boykin: Cursed is the Peacemaker: The American Diplomat Versus The Israeli General, Beirut 1982. Belmont, California: Applegate Press. 2002.